# Emidio Greco
Emidio Greco (Leporano, 20 d'octubre de 1938 – Roma, 22 de desembre de 2012) va ser un director i guionista italià conegut, sobretot, pel seu treball L'invenzione di Morel.

## Biografia
Nascut en Leporano, però la seva família es va traslladar a Torí. El 1964 es va graduar al Centro Sperimentale di Cinematografia, i dos anys després, va començar la seva activitat com a documentalista per a la RAI TV. En 1971 va treballar a les ordres de Roberto Rossellini en l'entrevista registrada a Salvador Allende. El seu debut com a director seria en 1974 amb L'invenzione di Morel que va ser lloada per la crítica i el va assenyalar com una promesa com a talent del cinema italià. En el seu segon film, Ehrengard, filmat en 1982, no va poder ser presentada fins a 2002 a causa dels problemes financers dels productors En 1991 va ser premiat amb el Nastro d'Argento al millor guió per Una storia semplice.
En 2004 Greco, al costat de Francesco Maselli, va fundar i va organitzar la secció "Giornate degli Autori" a la Mostra Internacional de Cinema de Venècia. Va morir a Roma als 74 anys després d'una breu malaltia.

## Filmografia
- L'invenzione di Morel (1974)
- Ehrengard (1982)
- Un caso d'incoscienza (1985) - telefilm
- Una storia semplice (1991)
- Milonga (1999)
- Il consiglio d'Egitto (2002)
- L'uomo privato (2007)
- Notizie dagli scavi (2011)